# Heinrich Janssen
Heinrich Janssen (ur. 13 października 1932 w Kevelaer, zm. 27 maja 2021 tamże) – niemiecki duchowny rzymskokatolicki, w latach 1986-2010 biskup pomocniczy Münster. 

## Życiorys
Święcenia kapłańskie przyjął 2 lutego 1961 w diecezji Münster. 4 lipca 1986 papież Jan Paweł II mianował go biskupem pomocniczym tej diecezji, ze stolicą tytularną Aquae Sirenses. Sakry udzielił mu 21 września 1986 biskup diecezjalny Münster Reinhard Lettmann. W październiku 2007 osiągnął biskupi wiek emerytalny (75 lat) i przesłał do Watykanu swoją rezygnację, która została przyjęta dopiero po ponad dwóch i pół roku, z dniem 31 maja 2010. Od tego czasu pozostaje jednym z biskupów seniorów diecezji.